# Billboard Japan Hot 100
Billboard Japan Hot 100  («Гаряча сотня Біллборда Японії») — японський музичний чарт. Складається журналами Billboard Japan та Hanshin Contents Link з лютого 2008 року. Хіт-парад оновлюється щосереди на сайті billboard-japan.com (JST) і щочетверга на сайті billboard.com (UTC).
Першою піснею, що очолила цей чарт була «Step and Go» японського бой-бенду Arashi 3 березня 2008 року. Хоча більшість пісень, які займали першу сходинку хіт-параду, були японською мовою, чотири пісні не японською мовою очолювали чарт. Першою з них була «Bleeding Love» Леони Льюїс 8 травня 2008 року; другою — «Blame It on the Girls» Міка 28 вересня 2009 року; третя — «Born This Way» Lady Gaga 11 квітня 2011 року; і четверта — «Glad You Came» гурту The Wanted 20 травня 2013 року. 8 березня 2010 року пісня «Hitomi no Screen» гурту Hey! Say! JUMP стала 100-м синглом що зайняла перше місце чарту. Пісні гурту AKB48 найчастіше потрапляли до хіт-параду — 39 разів.

## Методологія
З початку створення чарту у 2008 році до грудня 2010 року, хіт-парад поєднував дані про продажі компакт-дисків із SoundScan Japan, аналіз фізичних продажів у магазинах по всій Японії, а також показники радіоротації з 32-х японських AM та FM радіостанцій, наданих японською компанією Plantech. Від грудня 2010 року чарт став включити продажі з інтернет-магазинів, а також продажі з японського iTunes. З грудня 2013 року Billboard додав два додаткові фактори до методології хіт-параду Billboard Japan Hot 100: твіти, що стосуються пісень, за результатами аналізу Твіттера компанією NTT DATA, а також дані, отримані від Gracenote про кількість записів на компакт-диски, які були зчитані на комп'ютері.
Починаючи з 7 грудня 2016 року, Billboard Japan об'єдналася з GfK Japan, для поширення інформації про цифрові продажі кожного треку з чарті Billboard Hot 100 (з 1 по 50 сходинку). Компанії будуть розповсюджувати інформацію про продажі з понад 3900 цифрових магазинів по всій країні, а також потокових сервісів Apple Music, Awa і Line Music, які почнуться з 2017 році враховуються у методології формування чарту (подібно до альбомно-еквівалентних одиниць).

## Альбоми
Із червні 2015 року Billboard почав публікувати чарт Japan Hot Albums, який базується на аналогічній до Billboard Japan Hot 100 методиці: поєднання фізичних продажів компакт-дисків, цифрові завантажень та відтворення компакт-дисків за даними Gracenote. До червня 2015 року Billboard публікував лише хіт-парад Japan Top Albums: чарт, ідентичний до альбомного чарту SoundScan Japan, за винятком того, що релізи з кількома версіями (наприклад, видання CD-дисків та CD+DVD-дисків) об'єднані у єдиний показник. Чарт Top Albums продовжує виходити паралельно з чартом Hot Albums.